# アメリカハタネズミ
アメリカハタネズミ（Microtus pennsylvanicus）は、齧歯目キヌゲネズミ科ハタネズミ属に属するハタネズミの一種。アメリカ合衆国北部からカナダ、アラスカにいたる北米全域に生息しており、徐々に大西洋側南部地域に広がりつつある。亜種の1つであるフロリダハタネズミ（M. p. dukecampbelli）は、大西洋側に沿って南下し、フロリダにおいても発見されており、亜種の識別が困難になっている。
本種は屋外の湿った場所でよく見られる。彼らは暖かい季節のうちにトンネルを掘り、冬に備える。草や木の実を主に食するが、ときどき昆虫などの貯蔵も見られる。
雌体は1年に4～5匹を生む。ほとんどのアメリカハタネズミの寿命は1年に満たないが、3年ほど生きる個体もしばしば見られる。